# Mike Hampton
Mike Hampton caracterizado por ser uno de los lanzadores con mayor habilidad para batear, Michael William Hampton tiene un nuevo reto en su carrera, regresar a los grandes planos de las Grandes Ligas y recuperarse al 100% de su lesión.
El jugador nació el 9 de septiembre de 1972 en Brooksville, Florida.
El zurdo es abridor de los Bravos de Atlanta y batea por el lado derecho, también se caracteriza por sus largos contratos y sus frecuentes lesiones, lo que tienen alejado de Grandes Ligas desde el 2005.
Mike Hampton fue drafteado por los Marineros de Seattle en 1990, y tuvo su primera participación en Ligas Mayores en 1993, pero tuvo una desafortunada salida, una vez acabada la temporada, él mismo pidió su cambio a los Astros de Houston en donde se convirtió en una gran estrella.
Hampton fue abridor de los Astros en 1995 y mantuvo su porcentaje de carreras limpias admitidas por debajo de los 4.00 en cada una de las temporadas.
En 1999 tuvo su mejor año, con la mejor marca en la Liga Nacional de 22-4 y un porcentaje de 2.90, pero quedó segundo al ir por el premio Cy Young, detrás de Randy Johnson.
En su último año con los Astros fue cambiado a los Mets de Nueva York, quienes tuvieron una gran temporada y llegaron hasta la Serie Mundial en el 2000, la cual perdieron ante los Yanquis de Nueva York. Mike Hampton tuvo una salida en ese Clásico de Otoño pero cayó ante los Mulos del Bronx.
Un diciembre de 2000, los Rockies de Colorado anunciaron la contratación de Mike Hampton, pero el lanzado decepcionó con un récord de 14-13 en su primera temporada; su pitcheo fue afectado claramente por el estrés mental de lanzar en el Coors Field. La temporada entrante el desastre aumentó, pues Hampton tuvo una campaña perdedora de 7-15.
En noviembre del 2002, Hampton  y su contrato fueron movidos a los Marlins de Florida y de ahí a los Bravos de Atlanta.
Hampton ganó catorce juegos en el 2003 y en el 2004 se recuperó de un lento inicio de campaña para ganar diez de sus últimas once decisiones.
Pero en el 2005 llegaron las lesiones, por lo que no pudo contribuir mucho para los Bravos, pues el 19 de agosto de ese año se lesionó el codo de lanzar.
A Hampton se le tuvo que realizar la cirugía “Tommy John” en septiembre del 2005 y se perdió todo el 2006 en rehabilitación.
Los Bravos pensaron que tendrían a Hampton listo en el 2007, pero tuvo una recaída.
Actualmente lanza para los Mayos de Navojoa en donde se recupera para volver con los Bravos de Atlanta en el 2008.